# These Old Broads
These Old Broads es una película para televisión de 2001 escrita por Carrie Fisher y protagonizada por su madre Debbie Reynolds junto a Shirley MacLaine, Joan Collins, y Elizabeth Taylor en su último papel en una película.

## Trama
El ejecutivo de televisión Gavin (Nestor Carbonell) espera reunir estrellas de Hollywood como Piper Grayson (Reynolds), Kate Westbourne (MacLaine), y Addie Holden (Collins) en un especial de televisión después de que su película musical de 1960 Boy Crazy es relanzada en 1990. Aunque las tres mujeres comparten el mismo agente, Beryl Mason (Taylor), el obstáculo insuperable de Gavin es que aparentemente ellas no se soportan.

## Elenco
- Shirley MacLaine como Kate Westbourne.
- Debbie Reynolds como Piper Grayson.
- Joan Collins como Addie Holden.
- Elizabeth Taylor como Beryl Mason.
- Jonathan Silverman como Wesley Westbourne.
- Pat Crawford Brown como Miriam Hodges (madre de Addie).
- Nestor Carbonell como Gavin.
- Peter Graves como Bill.
- Gene Barry como Mr. Stern